# Prigorie curcubeu
Prigoria curcubeu (Merops ornatus) este o pasăre din familia prigoriilor Meropidae.

## Taxonomie
Prigoria curcubeu este singura specie de Meropidae întâlnită în Australia și este monotipică. Cea mai apropiată rudă a sa este, cel mai probabil, prigoria măslinie (Merops superciliosus) din sudul și estul Africii, dar analiza filogenetică moleculară plasează prigoria curcubeu ca fiind cea mai apropiată rudă cu prigoria europeană (Merops apiaster). A fost descris pentru prima dată de John Latham⁠(d) în 1801. Denumirea generică provine din greaca veche merops, care înseamnă „mâncător de albine”, iar epitetul specific este latinescul ornatus, „ornamentat, împodobit”.

## Comportament
Ca toate prigoriile, prigoriile curcubeu sunt păsări foarte sociabile. Atunci când nu se înmulțesc, se adăpostesc împreună în grupuri mari, în tufișuri dese sau în copaci mari.

### Cuibărit
Ca toate prigorile, prigorile curcubeu sunt păsări care cuibăresc la sol. Sezonul de reproducere este înainte și după sezonul ploios în nord și din noiembrie până în ianuarie în sud. Se crede că prigorile curcubeu se împerechează pe viață. Masculul îi va aduce femelei insecte în timp ce ea sapă vizuina care va fi cuibul lor. Prigoria își sapă vizuina echilibrându-se pe aripi și pe picioare și sapă cu ciocul, apoi împinge solul liber cu picioarele în timp ce se echilibrează pe cioc. Femela poate săpa aproximativ cinci centimetri în fiecare zi.

### Hrană
Prigoria curcubeu mănâncă mai ales insecte zburătoare, dar preferă albinele. Sunt mereu atente la insectele zburătoare și pot detecta o potențială masă la o distanță de până la 45 de metri. Se folosesc de ciocul lor lung, subțire și negru pentru a prinde prada. Chiar dacă prigoriile curcubeu sunt de fapt imune la înțepăturile albinelor și viespilor, înainte de a le mânca, insectele sunt zdrobite de o ramură și apoi frecate în mod repetat, pentru a le scoate acul, închizând ochii pentru a evita să fie stropite cu venin din sacul cu venin rupt. Pot mânca câteva sute de albine pe zi, însă pagubele aduse apiculturii sunt în general compensate de rolul lor în menținerea sub control a insectelor dăunătoare precum lăcustele și viespile.

## Distribuție și habitat
Sunt o specie comună și pot fi întâlnite în timpul verii în zonele împădurite din cea mai mare parte a Australiei de Sud, cu excepția Tasmaniei. În timpul iernii migrează spre nord în nordul Australiei, Noua Guinee și unele dintre insulele sudice ale Indoneziei. O specie rătăcitoare a fost înregistrată pe insula Miyako, Japonia.
Ele pot fi găsite în păduri deschise, plaje, dune, stânci, mangrove și terenuri agricole și vizitează adesea parcurile și grădinile.

## Galerie

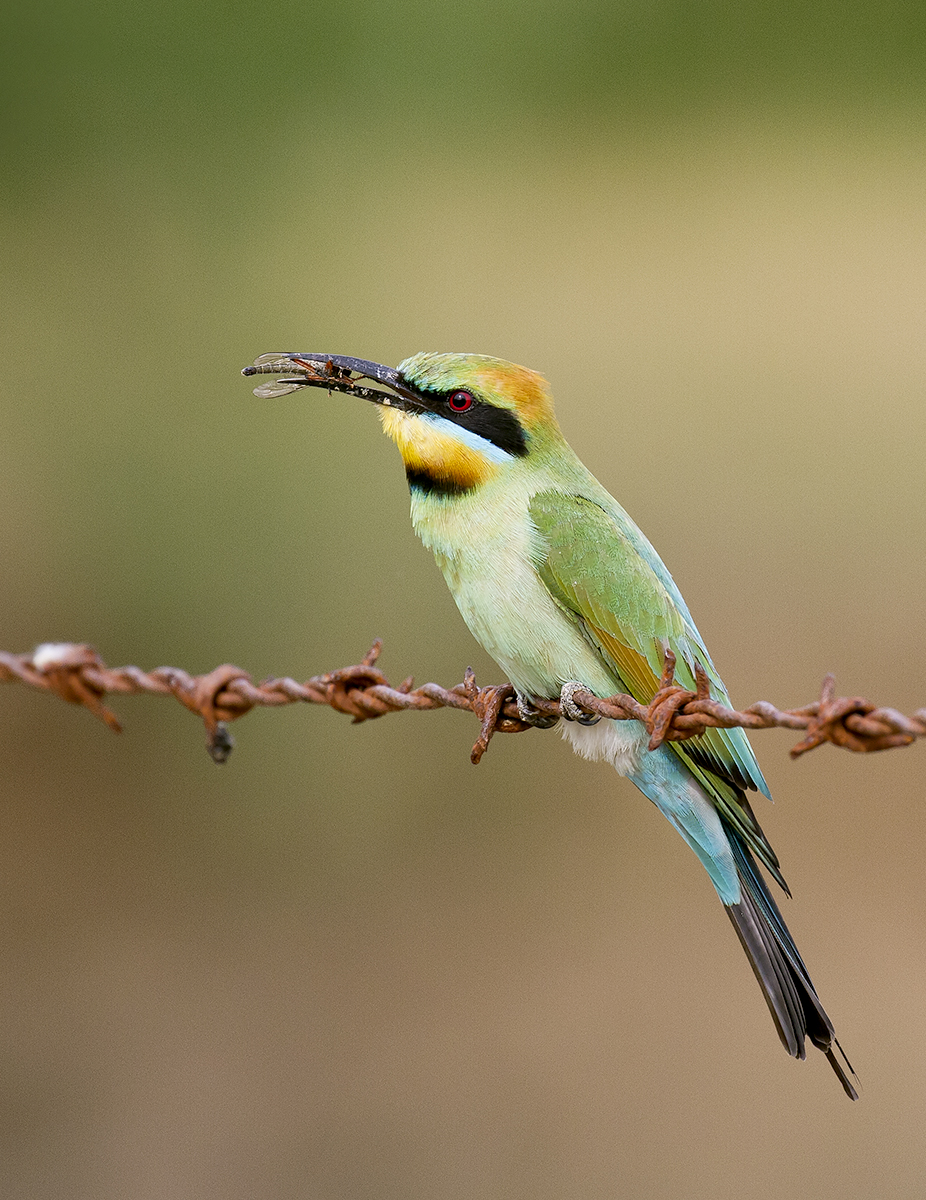
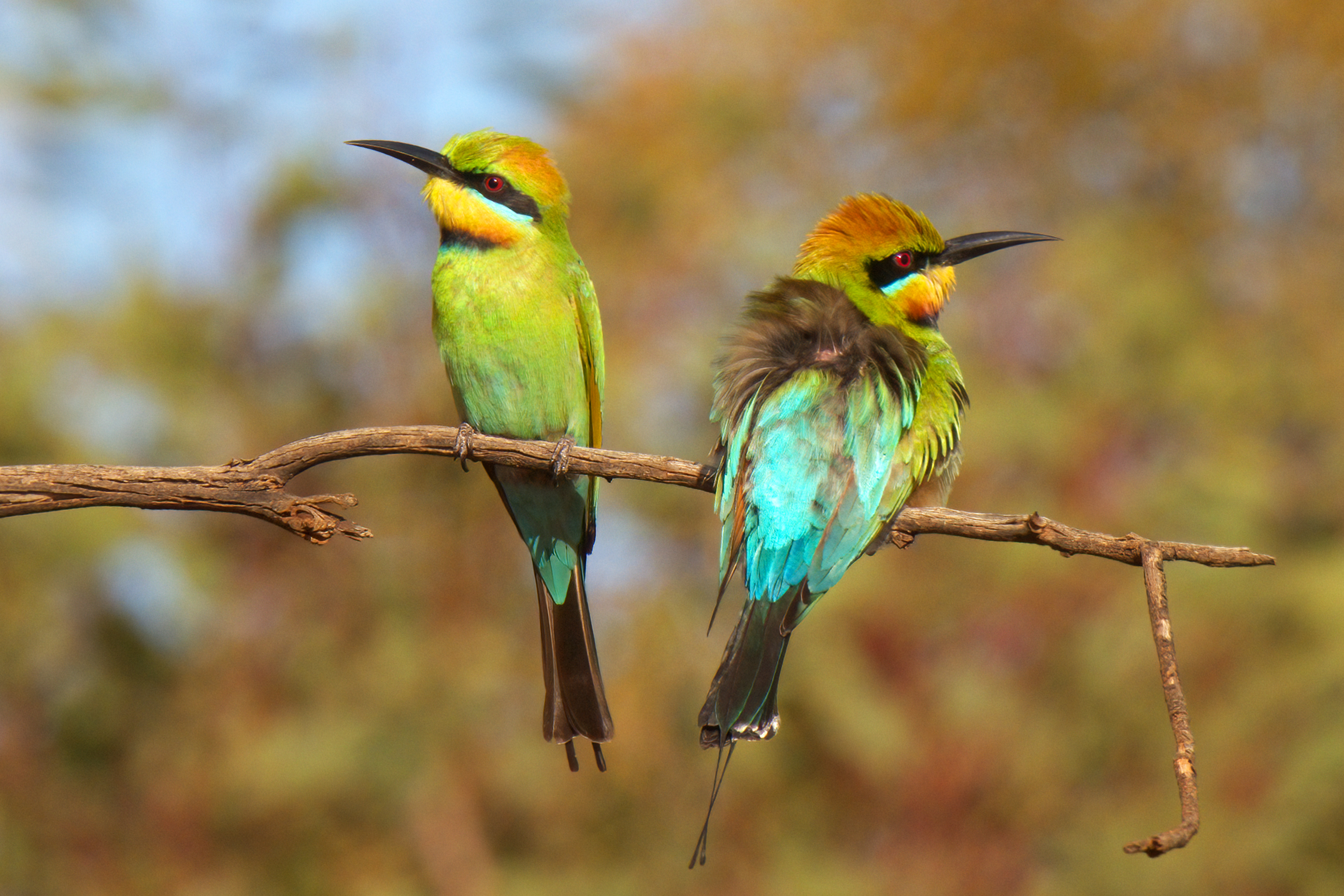
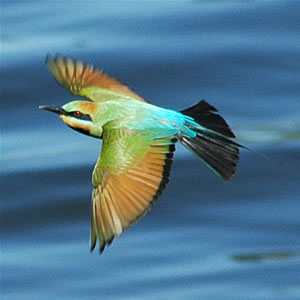
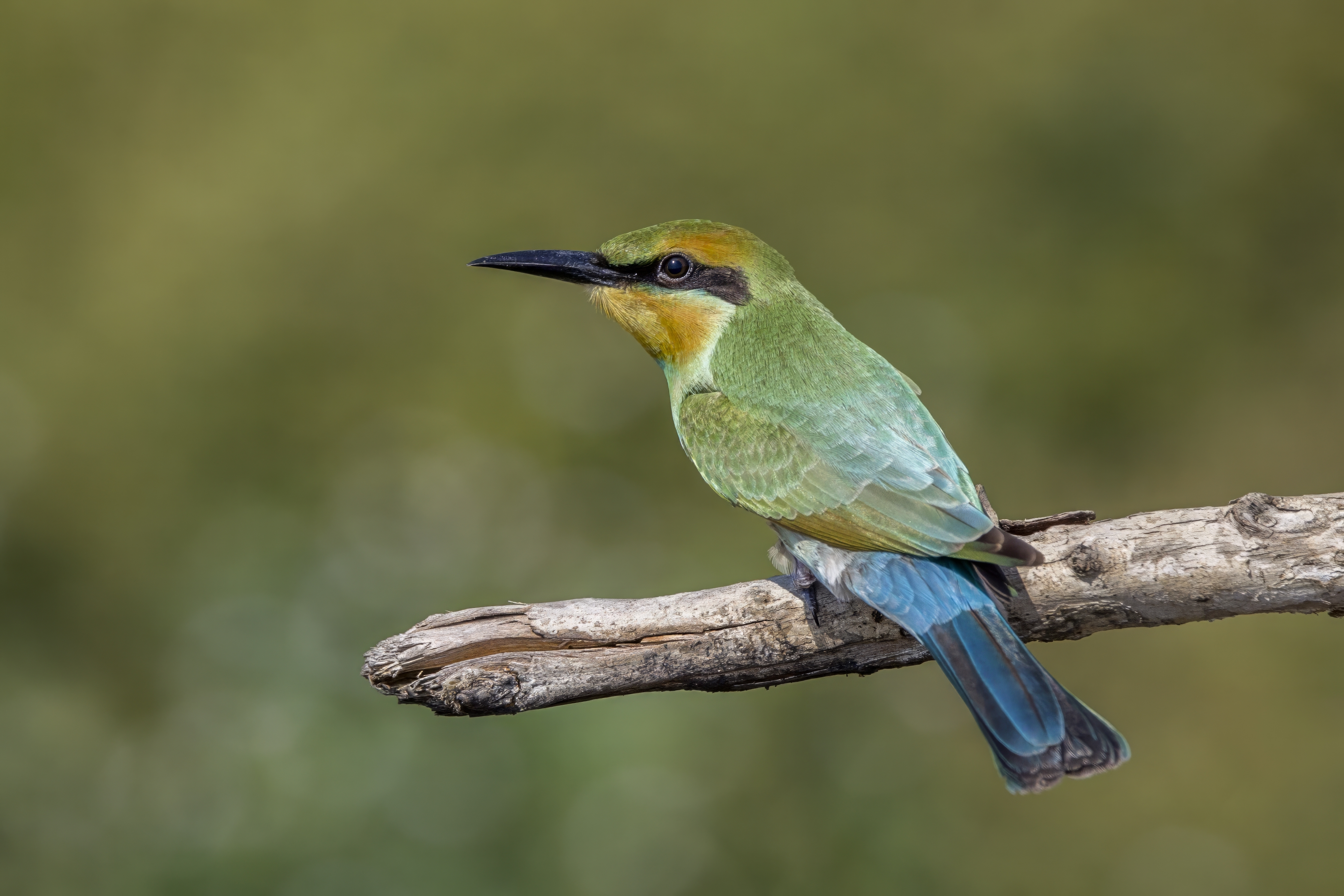
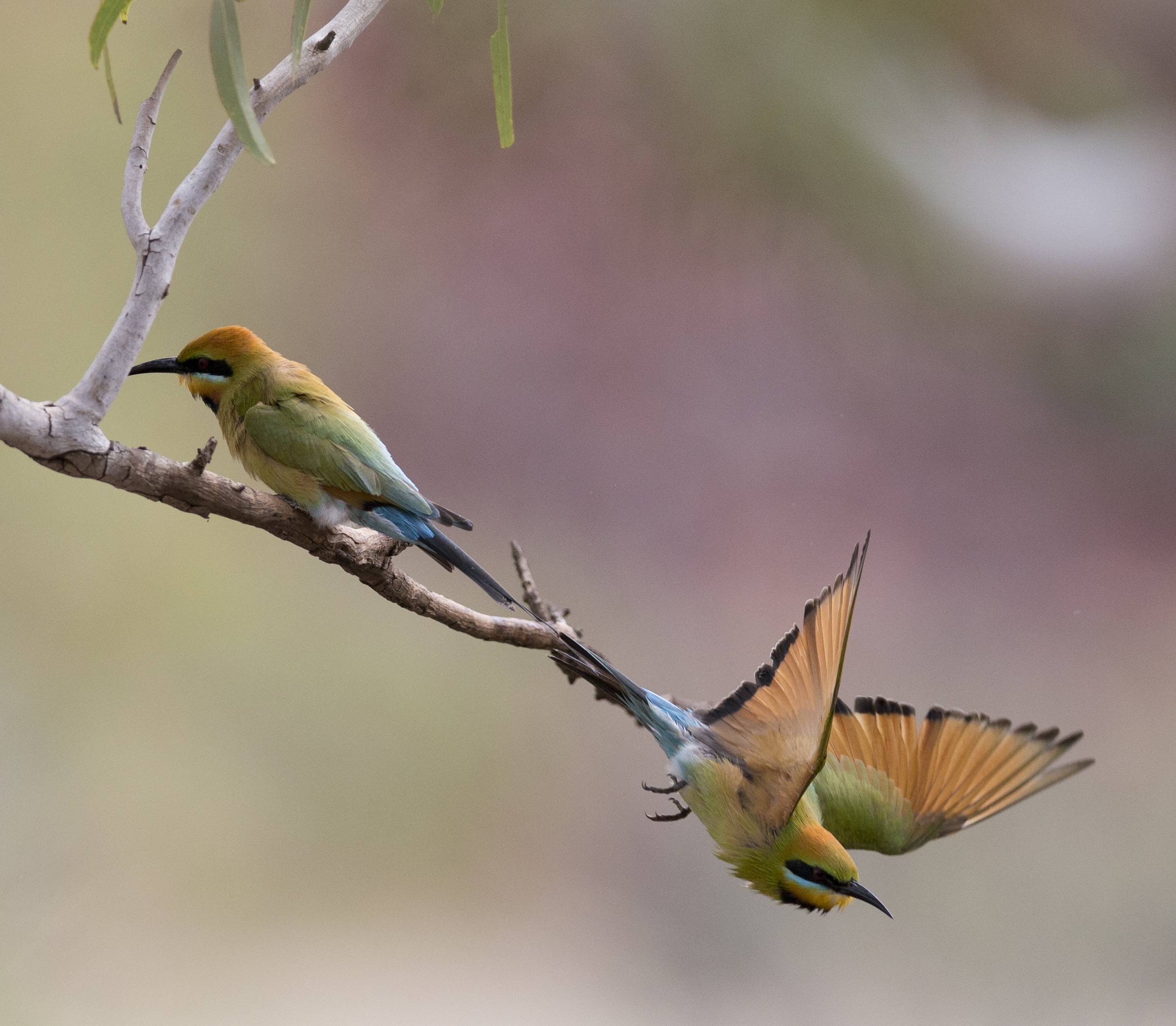
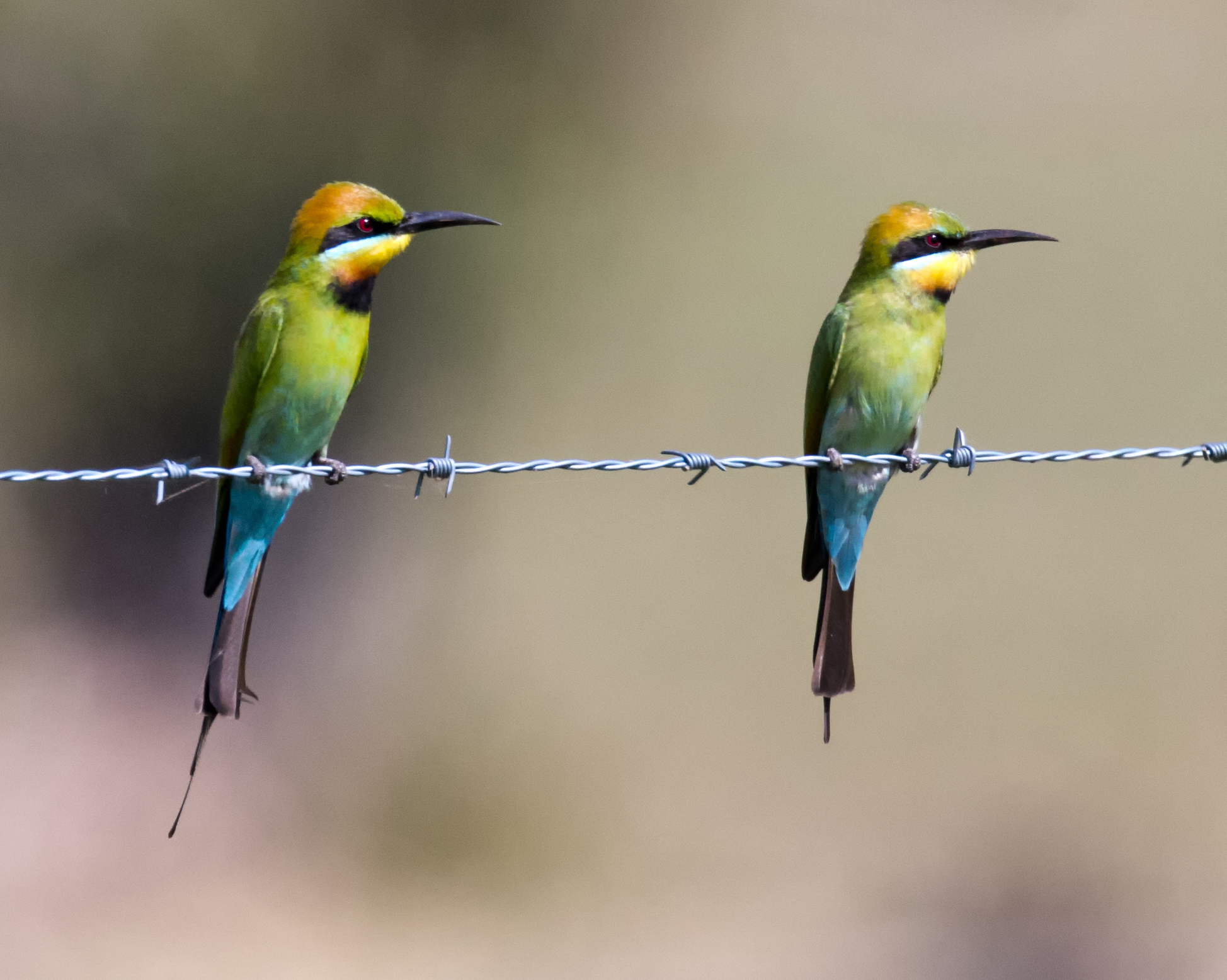
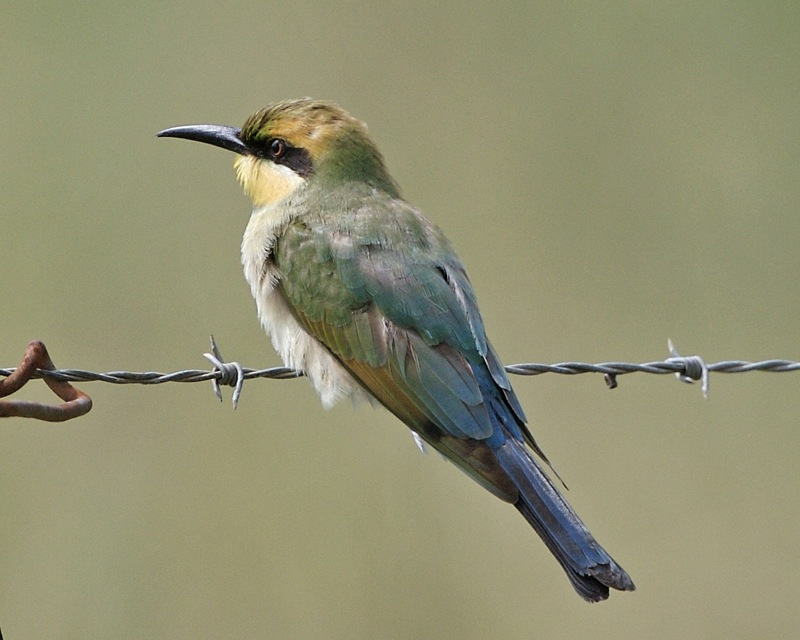
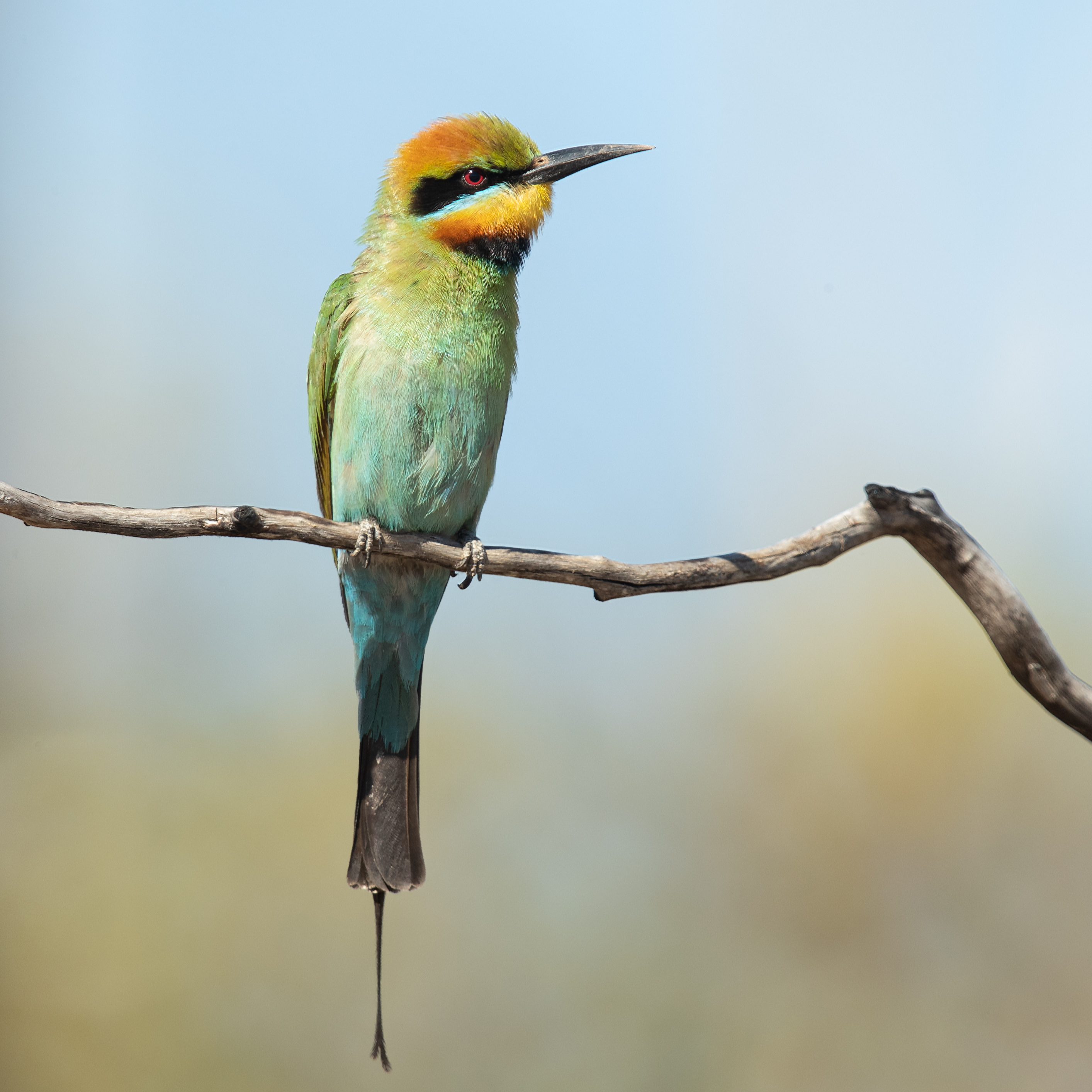